# 小休爾卡
48°40′43″N 27°16′14″E / 48.67861°N 27.27056°E
小休爾卡（烏克蘭語：Мала Щурка），是烏克蘭西部的村莊，隸屬赫梅利尼茨基州的卡緬涅茨-波多利斯基區。該村始建於1710年，面積0.7平方公里，海拔高度247米，2001年人口144，人口密度每平方公里206.3人。